# Анализант
Анализант (на френски: analysant) е термин от психоанализата, който се отнася до субект, занимаващ се с психоанализа, тоест той е анализиран от психоаналитика.
Още в ранните си работи върху техниката на психоанализата Зигмунд Фройд се отклонява от концепциите за „болните“ и „психическите заболявания“ и обикновено използва терминът „пациент“. Тази етична позиция, която в психоанализата е тясно свързана с клиничната практика не позволява да се говори за човека като обект на изследване или като за обект върху който се прилагат тези или онези специфични техники или психологически техники. Ако се съди по представянето на случаи, пациентите трябва в психоанализата на Фройд да не правят нищо по-малко от класическото, а именно да участват активно в създаването на психоаналитичната практика, било то и като нейни субекти. Така че днес се налага в много култури, израза "прави своя анализ, за разлика от медицинското „да поеме курс на лечение“ или психологическото, „да се занимава с тренинг“.